# تأييد طويل الأمد
في العلوم العصبية، التأييد طويل الأمد (بالإنجليزية: long-term potentiation)‏ هو تقوية مُستديمَة للمشابك العصبية بناءً على أنماط النشاط الأخيرة، وهي عبارة عن أنماط من النشاط المشبكي التي تُنتج زيادةً طويلة في انتقال الإشارات بين عصبونين. تنتج أنماط النشاط المشبكي هذه زيادة طويلة الأمد في نقل الإشارات بين عصبونين. يُعد التخميد طويل الأمد الحالة المعاكسة للتأييد طويل الأمد، إذ ينتج عنه انخفاض طويل الأمد في التقوية المشبكية.
تمثل هذه الحالة إحدى الظواهر المتعددة الكامنة وراء اللدونة المشبكية، التي تمثل بدورها قدرة المشابك الكيميائية على تغيير تقويتها. نظرًا إلى اعتبار عملية تعديل التقوية المشبكية مسؤولة عن تشفير الذاكرة، يُعتقد على نطاق واسع أن التأييد طويل الأمد إحدى الآليات الخلوية الرئيسية الكامنة خلف التعلم والذاكرة.
اكتشف تيري لومو التأييد طويل الأمد في حصين الأرانب في عام 1966، وبقي موضوعًا خاضعًا للبحث منذ ذلك الوقت. تسعى العديد من دراسات التأييد طويل الأمد الحديثة إلى فهم البيولوجيا الأساسية الكامنة خلفه بشكل أفضل، بينما تهدف دراسات أخرى إلى إيجاد الرابط السببي بين التأييد طويل الأمد والتعلم السلوكي. يستمر آخرون في محاولة تطوير وسائل، دوائية أو غيرها، قادرة على تحسين التأييد طويل الأمد بهدف تحسين التعلم والذاكرة. يخضع التأييد طويل الأمد أيضًا للبحث السريري، على سبيل المثال، في مجالات مرض آلزهايمر وطب الإدمان.

## العلاقة مع الذاكرة السلوكية
على الرغم من قدرة التأييد طويل الأمد على توفير ركيزة ممتازة للتعلم والذاكرة في المستنبت الخلوي، لا يمكن استنباط دور التأييد طويل الأمد المساهم في التعلم السلوكي – أي التعلم على مستوى الكائن الحي بأكمله – ببساطة في الدراسات التي تُجرى في المختبر. نتيجة لذلك، بُذلت جهود حثيثة لتحديد إمكانية اعتبار التأييد طويل الأمد شرطًا للتعلم والذاكرة لدى الحيوانات الحية. يلعب التأييد طويل الأمد أيضًا بالتالي دورًا ضروريًا في معالجة الخوف.

### الذاكرة المكانية
في عام 1986، قدّم ريتشارد موريس عددًا من الأدلة الأولى على ضرورة التأييد طويل الأمد كشرط فعلي لتشكيل الذاكرة في الجسم الحي. اختبر موريس الذاكرة المكانية لدى الفئران عن طريق التعديل الدوائي للحصين، الذي يشكل بنية دماغية ذات دور مؤكد في التعلم المكاني. خضعت الفئران للتدريب على متاهة موريس المائية، إذ وجب عليها تأدية مهمة ذاكرة مكانية والسباحة في بركة من المياه العكرة حتى إيجاد المنصة المخفية تحت سطحها. خلال هذا التمرين، من المتوقع ربط الفئران الطبيعية لموقع المنصة المخفية مع مجموعة من الإشارات الواضحة الموضوعة على عدد من المواقع المحددة حول المحيط الدائري للمتاهة. بعد التدريب، خضعت مجموعة واحدة من الفئران لغمر الحصين في «إيه بّي في»، حاصر مستقبلات «إن إم دي إيه»، بينما استُخدمت المجموعة الأخرى كمجموعة مرجعية. خضعت المجموعتان بعد ذلك لمهمة الذاكرة المكانية في المتاهة المائية. استطاعت الفئران التابعة للمجموعة المرجعية تحديد موقع المنصة والهروب من البركة، بينما حققت الفئران المعالجة بواسطة «إيه بّي في» أداءً ضعيفًا للغاية. بالإضافة إلى ذلك، عند استئصال شرائح من الحصين لدى المجموعتين، أمكن تحفيز التأييد طويل الأمد بسهولة لدى المجموعة المرجعية، لكن فشلت محاولة تحفيزه في أدمغة الفئران المعالجة بواسطة «إيه بّي في». قدّم ذلك دليلًا مبكرًا على ضرورة وجود مستقبل «إن إم دي إيه» - وبالتالي التأييد طويل الأمد - كشرط لبعض أنواع التعلم والذاكرة على الأقل.
بشكل مشابه، برهن سوسومو تونيغاوا في عام 1996 ضرورة المنطقة «سي إيه 1» من الحصين في تشكيل الذكريات المكانية لدى الفئران الحية. لا تنشط الخلايا المدعوة خلايا المكان والواقعة في هذه المنطقة إلا عند وجود الفأر في موقع محدد – يُدعى حقل المكان – من البيئة. نظرًا إلى توزع حقول المكان هذه في جميع أنحاء البيئة، تفضي إحدى التفسيرات إلى تشكيل مجموعات خلايا المكان خرائط في الحصين. تحدد دقة هذه الخرائط مدى معرفة الفأر ببيئته وبالتالي قدرته على التنقل داخلها. وجد تونيغاوا أن تعطيل مستقبل «إن إم دي إيه»، من خلال الإزالة الجينية للوحدة الفرعية «إن آر 1» من المنطقة «سي إيه 1» على وجه التحديد، من شأنه إحداث انخفاض كبير في مدى نوعية حقول المكان المتولدة مقارنة بفئران المجموعة المرجعية. يشير هذا إلى توليد هذه الفئران لخرائط مكانية معيبة لدى تعطيل مستقبلات «إن إم دي إيه». حققت هذه الفئران أداءً سيئًا للغاية في المهام المكانية كما هو متوقع، مقارنة بأداء المجموعة المرجعية، ما يدعم دور التأييد طويل الأمد في التعلم المكاني.
ثبت أيضًا أن النشاط المحسن لمستقبل «إن إم دي إيه» في الحصين من شأنه إنتاج التأييد طويل الأمد محسن وإحداث تعزيز شامل في التعلم المكاني. في عام 1999، أنتج تانغ وآخرون سلاسة فئران ذات وظيفة محسنة لمستقبلات «إن إم دي إيه» من خلال فرط التعبير عن الوحدة الفرعية «إن آر 2 بي» في الحصين. امتلكت الفئران الذاكية الناتجة، التي لُقبت «فئران دوغي» نسبة إلى الطبيب المعجزة الخيالي دوغي هاوسر، التأييد طويل الأمد أكبر، وتفوقت في مهام التعلم المكاني، ما يدعم أهمية التأييد طويل الأمد في تشكيل الذكريات المعتمدة على الحصين.

### التجنب التثبيطي
في عام 2006، أفاد جوناثان ويتلوك وزملاؤه بسلسلة من التجارب التي من شأنها تقديم الدليل الأقوى على دور التأييد طويل الأمد في الذاكرة السلوكية، إذ جادلوا بوجوب محاكاة التأييد طويل الأمد لعملية التعلم السلوكي وحجبها والعكس، من أجل استنتاج دور التأييد طويل الأمد كعملية كامنة خلف التعلم السلوكي. عن طريق استخدام نموذج التعلم للتجنب التثبيطي، عمل الباحثون على تدريب الفئران في جهاز مؤلف من حجرتين، حجرة فاتحة وأخرى مظلمة، إذ زودوا الأخيرة بجهاز مسبب لصعقة في القدم عند دخول الفأر. أوضح تحليل على مشابك الحصين «سي إيه 1» قدرة تدريب التجنب التثبيطي على تحفيز فسفرة مستقبلات «إيه إم بّي إيه» في الجسم الحي بشكل مماثل للنوع المشاهد في التأييد طويل الأمد في المختبر؛ بالتالي يُعد تدريب التجنب التثبيطي محاكي لعملية التأييد طويل الأمد. بالإضافة إلى ذلك، تعذر رفع تأييد المشابك، التي خضعت للتأييد خلال التدريب، بشكل إضافي من خلال التلاعب التجريبي الذي من شأنه تحفيز التأييد طويل الأمد في حالات أخرى؛ ما يشير بالتالي إلى حجب تدريب التجنب التثبيطي للتأييد طويل الأمد. أشار تيموثي بليس وزملاؤه، في رد على هذا المقال، إلى تشكيل هذه التجارب وغيرها من التجارب ذات الصلة «تقدمًا ملحوظًا لحالة التأييد طويل الأمد بوصفها آلية عصبية للذاكرة».